# Channa amphibeus
Channa amphibeus  (лат.) — пресноводная рыба семейства змееголовых.
Вид населяет реки бассейна Брахмапутры в Бутане и индийских штатах Ассам и Западная Бенгалия.
Максимальная длина тела составляет около 90 см (длина головы — 27,6 % от стандартной длины тела). Тело светло-коричневой окраски с беловатым брюхом. Имеет 11 вертикальных полос коричневого цвета на верхней части тела, которые проходят ниже боковой линии. Края спинного, анального и хвостового плавников — беловатые.